# Buckland Newton
Pour les articles homonymes, voir Buckland.
Buckland Newton est une paroisse civile et un village du Dorset, en Angleterre.